# Pedies tericercus
Pedies tericercus is een rechtvleugelig insect uit de familie veldsprinkhanen (Acrididae). De wetenschappelijke naam van deze soort is voor het eerst geldig gepubliceerd in 2003 door Cigliano & Otte.